# Білоруські прізвища
Білору́ські прі́звища (біл. Беларускія прозвішчы) — прізвища білорусів, що сформувалися в контексті загальноєвропейського процесу. Найдавніші з них датуються кінцем XIV — початком XV століття, коли Білорусь сформувалася як Велике князівство Литовське — шляхетська демократія із Великим князем на чолі  держави. Результатом складного і тривалого шляху розвитку антропонімії в різних регіонах стала різнорідність білоруських прізвищ. Основний корпус білоруських прізвищ з'явився в XVII—XVIII століттях, проте вони не були стійкими, обов'язковими. Строго спадковими і юридично закріпленими вони стали тільки в 1930-х роках.

## Історія походження
Білоруська прізвищна система повною мірою відображає складне й різноманітне політичне життя країни, і несе в собі сліди численних культурних впливів. З цієї причини в основах білоруських прізвищ можуть бути у переважній більшості власне білоруські слова,а також пов'язані з насамперед українською мовою, під впливом якої формувалася старобілоруська книжна мова, а також литовською, польською, татарською мовами і т.ін. Із сусідніх народів лише латиші не залишили якогось помітного сліду в білоруському прізвищному фонді.
Перші стійкі прізвищні найменування приймалися магнатськими родами Великого князівства Литовського (ВКЛ) з другої половини XV століття. Стародавні родові імена: Сапега, Тишкевич, Пац, Ходкевич, Глібович, Немиро, Йодко, Ільїнич, Горностай, Громико — широко поширені серед білорусів і сьогодні.
Однак основна маса представників шляхетської верстви в першій половині XVI століття продовжували користуватися найменуваннями по-батькові, типу Гневош Творіянович або Бартош Олехнович, втім як і селяни. До кінця XVI століття більшість шляхетських родів вже використовували постійні родові імена. Хоча приклади зміни родового найменування траплялися часто, наприклад рід Довойно став носити прізвисько Сологуб і т. д..
Прізвища шляхти могли виникнути від по-батькові або назви дідичини (на -ович / -евич) — Войнилович, Федорович, від назви маєтку або вотчини (на -ський / -цький) — Белявський, Боровський, або від прізвиська прабатька — Вовк, Нарбут. Сформована в цей період прізвищна номенклатура у своїх рисах продовжує існувати в Центральній і Західній Білорусі донині. Майже 60-70 % споконвічних білоруських прізвищ з цього ареалу зустрічаються в польських гербовниках і їх носії є однаковим прізвищем, а найчастіше нащадками славних дворянських родів, що мають багату історію, що йде корінням до самих витоків ВКЛ.
Прізвища селян закріплювалися в західній і центральній частинах Білорусі протягом XVIII століття. Основи для селянських прізвищ найчастіше черпалися з того ж фонду шляхетських прізвищ, або могли брати початок від чисто селянських прізвиськ — Бурак, Когут. Тривалий час прізвище селянського роду було нестійким. Часто одна селянська родина носила два або навіть три паралельно існуючих прізвиська, наприклад, Максим Ніс, він же Максим Богданович. Однак на основі інвентарів маєтків кінця XVII, початку XVIII століть можна стверджувати, що основна частина селянських прізвищ продовжує існувати безперервно в ареалах своєї фіксації з XVII—XVIII століть до нинішнього дня.
На землях Східної Білорусі, що підпали під владу Російської імперії внаслідок першого поділу Речі Посполитої в 1772 році, прізвища утворилися, як мінімум на сотню років пізніше. На цій території фамільні суфікси -ов/-ев, -ін, властиві для російської антропоніміки, існували з давніх-давен, але під владою Російської імперії саме цей тип прізвищ став домінуючим на схід від р. Дніпра й на північ від р. Західної Двіни. Через пізнє виникнення прізвищні гнізда тут менші, ніж у західній частині країни, а кількість прізвищ, що відзначаються в одному населеному пункті, як правило, вища. Такі прізвища, як Козлов, Ковальов, Новиков повторюються від району до району, тобто місць виникнення неспоріднених фамільних гнізд багато, і, відповідно, число носіїв високе. Це добре видно в списку найчастіших білоруських прізвищ, в якому універсальні східні прізвища на -ов/-ев домінують, хоча число носіїв прізвищ на -ов/-ев серед всієї білоруської популяції не перевищує 30 %.
На відміну від Росії, прізвища на -ов/-ев у Східній Білорусі не повністю монопольні, а охоплюють близько 70 % населення. Цікавим є те, що споконвічні білоруські прізвища на -ьонок, тут не оформлялися суфіксом -ов, а українізувалися. Наприклад: Гончарьонок — не Гончаренков, а Гончаренко, Курільонок — не Куриленков, а Куриленко. Так для Смоленської області (історична білоруська земля) прізвища на -енко є найхарактернішими. В цілому, прізвища на -енко носить від 15 % до 20 % населення Східної Білорусі.
У білоруській антропонімії як прізвища використовуються численні загальні іменники без додавання спеціальних суфіксів (Жук, Мороз, Шелег). Поширені подібні прізвища (часто з тими ж основами) і в українській антропонімії.
Остаточно білоруська фамільна система оформилася до другої половини XIX століття.

## Форми білоруських прізвищ

### Прізвища на -ов/-ев
Існує стійка думка, що прізвища цього типу не є споконвічно білоруськими, а їх присутність в Білорусі зумовлено суто процесами російського культурного і асиміляційного впливу. Це вірно лише частково. Прізвища на -ов/-ев були витіснені з шляхетського прізвищного фонду, але продовжували активно використовуватися серед селянства на східній периферії ВКЛ (Полоцьке і Мстиславське воєводства). З іншого боку, з приєднанням білоруських територій до Російської імперії поширеність цієї морфологічної форми на Сході стала домінуючою, і сьогодні на північному сході Вітебської області, а також у східних частинах Могильовської і Гомельської областей прізвища на -ов/-ев охоплюють більшість населення. У той же час, в іншій частині країни цей тип прізвищ не є споконвічним, а їх носії є вихідцями зі східної частини країни або етнічними росіянами (такі прізвища як Смирнов і Кузнецов не властиві для білорусів, але в той же час представлені в списку 100 найчастіших прізвищ), або нащадками людей, що росифікували прізвище (зазвичай внаслідок неблагозвучності) за часів СРСР.
Іноді причини пізньої росифікації взагалі не піддаються поясненню. Мотиви деяких прикладів росифікації зрозумілі: Херовец — Хоров (Борисовський район), і повсюдно Баран — Баранов, Козел — Козлов, Кот — Котов тощо.
Більшість прізвищ на -ов/-ев ідентичні російським: Іванов (біл. Іваноў), Козлов (біл. Казлоў), Баранов (біл. Баранаў), Алексєєв (біл. Аляксееў), Романов (біл. Раманаў).
Деякі прізвища свідчать про білоруське походження присутністю в основі білоруських фонетичних ознак: біл. Астапов замість рос. Остапов, біл. Кананков замість рос. Кононков, біл. Рабков замість рос. Рябков, біл. Алейнікаў замість рос. Олейников тощо.
Багато прізвища утворені від білоруських слів: Ковальов, Бондарев, Пранузов, Ягомостев, Єзовітов, Масянзов.
Інші від особистих імен, невідомих в російській антропоніміці: Самусев, Костусев, Войцехов, Казимиров.

### Прізвища на -ович/-евич
До найхарактерніших білоруських прізвищ належать прізвища на -ович/-евич. Такі прізвища охоплюють до 17 % (близько 1 700 000 осіб) білоруської популяції, і за поширеністю найменувань на -ович/-евич серед слов'ян білоруси поступаються лише хорватам і сербам (у останніх суфікс -ич сягає майже до 90 %)
.
Суфікс -ович/-евич зважаючи на його широке використання в особистих найменуваннях шляхти ВКЛ, поряд із суфіксом -ський/-цький, став розглядатися як дворянський і, бувши білоруським за походженням, міцно увійшов у польську антропонімічну традицію, повністю витіснивши в Польщі з ужитку споконвічний польськомовний аналог -овіц/-евіц (пол. -owic/-ewic) (пол. Grzegorzewic → Grzegorzewicz). Своєю чергою цей тип прізвищ, під впливом польської мови, змінив давньоруський наголос, як в російській мові по-батькові, на передостанній склад (порівн. рос. Макси́мович і рос. Максимо́вич). Багато прізвищ на -ович/-евич, діячів польської культури, є безумовно білоруськими за походженням, оскільки утворені від православних імен: Генрик Сенкевич (від імені Сенько (← Семен), при католицькому аналозі Шимкевич «Шимко»), Ярослав Івашкевич (від зменшувального імені Івашка (← Іван), при католицькій формі Янушкевич), Адам Міцкевич (Мітька — зменшувальне від Дмитро, в католицькій традиції такого імені немає).
Оскільки спочатку прізвища на -ович/-евич були за суттю по-батькові, більшість їх основ (до 80 %) бере початок від хрестильних імен в повній формі або зменшувальній формі. Але фонд цих імен дещо архаїчний, в порівнянні з прізвищами інших типів, що свідчить про їх більш давнє походження.
Серед 100 найчастіших білоруських прізвищ на -ович/-евич від хрестильних імен православних і католицьких, бере початок 88 прізвищ: Климович, Макаревич, Карпович, Станкевич (від Станіслав), Осипович, Тарасевич, Лукашевич, Богданович (язичницьке ім'я увійшло в християнську традицію), Борисевич, Юшкевич (зменшувальне від Юрій), Павлович, Пашкевич, Петрович, Мацкевич (зменшувальне від Матвій), Гуринович, Адамович, Дашкевич (зменшувальне від Данило), Матусевич (зменшувальне від Матвій), Сакович (зменшувальне від Ісаак), Герасимович, Ігнатович, Вашкевич (зменшувальне від Василь), Ярошевич (зменшувальне від Ярослав), Романович, Нестерович, Прокопович, Юркович, Василевич, Касперович, Федорович, Давидович, Міцкевич, Демидович, Костюкович (зменшувальне від Костянтин), Гринкевич (зменшувальне від Григорій), Шинкевич (від Шимко «Семен»), Урбанович, Яскевич (Ясь зменшувальна форма від Яків), Якимович, Радкевич (від Родіон), Леонович, Сінкевич (спотворене Сенько ← Семен), Гриневич (від Григорій), Мартинович, Максимович, Михалевич, Олександрович, Янушкевич, Антонович, Филипович, Якубович, Левкович, Єрмакович, Яцкевич (від Яків), Тихонович, Кононович, Стасевич (від Станіслав), Кондратович, Міхневич (від Михайло), Тишкевич (від Тимофій), Івашкевич, Захаревич, Наумович, Стефанович, Єрмолович, Лавринович, Грицкевич (від Григорій), Юревич, Алешкевич, Пархимович (від Парфен), Петкевич (від Петро), Янович, Курлович (від Кирило), Протасевич, Синькевич (від Семен), Зінкевич (від Зіновій), Радевич (від Родіон), Григорович, Гришкевич, Лашкевич (від Галактіон), Данилович, Денисевич, Данилевич, Манкевич (від Еммануїл), Пилипович.
І лише 12 йдуть від інших основ: Жданович (Ждан — язичницьке ім'я), Короткевич (від прізвиська Короткий), Ковалевич (коваль), Кунцевич (Кунець — язичницьке ім'я), Казакевич, Гулевич (гуля — білоруське «куля», можливо прізвисько грубшої людини), Воронович, Хацкевич (від Хотько — «хотіти, бажати»), Некрашевич (Некраш «некрасивий» — язичницьке ім'я-оберіг), Войтович (війт — сільський староста), Каранкевич (від прізвиська Коренько), Скуратович («скурат» — біл. выпетраўшы бы скурат «вилинялий немов шматок шкіри», можливо прізвисько непоказної людини).
Прізвища на -ович/-евич поширені на теренах Білорусі нерівномірно. Основний їх ареал охоплює Мінську і Гродненську області, північний схід Берестейської, південний захід Вітебської, область навколо міста Осиповичі в Могильовській області, і територію на захід від м. Мозиря в Гомельській області. Тут до прізвищ цього типу належить до 40 % населення, з максимальною концентрацією носіїв на стику Мінської, Брестської й Гродненської областей.

### Прізвища на -ин
Варіант прізвищного суфікса -ов/-ев використовується в російській мові при створенні прізвищ, чиї основи закінчуються на -а/-я. Тому написане про прізвищні найменування на -ов/-ев, повністю належить до прізвищ на -ин. Особливістю цього суфікса у білорусів, є його значно нижча поширеність у порівнянні з російськими. У російських популяціях усереднене співвідношення прізвищ на -ов/-ев до прізвищ на -ин можна визначити як 70 % до 30 %. Місцями в Росії, особливо в Надволжі, прізвища на -ин охоплюють понад 50 % населення. У білорусів співвідношення суфіксів -ов/-ев та -ин абсолютно інше, 90 % до 10 %. Це зумовлено тим, що основа прізвищ сприймалася не в російській зменшувальній формі імен на -ка, а з білоруської формою на -ко (Івашков, Федьков, Гераськов — від відповідно Івашко, Федько, Герасько, замість Івашкин, Федькин, Гераськин).
Більшість прізвищ на -ин ідентичні російським: Нікітин. Деякі мають яскраво виражений білоруський характер: Яночкин.
Є прізвища, які оформлені тим же суфіксом -ин, але мають інше походження від етнонімів й інших слів білоруської мови: Земянин, Полянин, Литвин, Турчин. Прізвища цього походження не повинні давати жіночої форми Земянина, Литвина тощо. Хоча часто це правило порушується. Прізвище Земянин часто піддається ще більшій росифікації й зустрічається в формі Зимянин (від російського «зима»), хоча споконвічне значення «земянин» — власник землі, дворянин.

### Прізвища на -ич/-иц, -инич
До основ, що закінчуються на голосний звук, патронімічний суфікс -ович/-евич часто додається в скороченій формі на -ич. Найпоширеніші прізвища цього типу: Акулич, Кузьмич, Хомич, Савич, Бабич, Микулич, Бородич, Ананич, Веренич, Мінич.
Даний суфікс іноді зустрічається в архаїчній розгорнутій формі на -инич: Савинич, Кузьминич, Бабинич, Петринич. Розгорнуту архаїчну форму прізвищ, легко сплутати з усіченою додаванням до жіночих імен на -ина: Аринич, Кулинич, Маринич, Катеринич.
Іноді, особливо якщо основа прізвища закінчується на -ка, суфікс -ич в білоруській традиції замінюється на -иц. Приклади: Кончиц, Казючиц, Савчиц, Водчиц, Мамчиц, Стешиц, Аксючиц, Камчиц, Акинчиц, Головчиц.
Білорусів з прізвищами на -ич близько 145 000 осіб, суфікс -иц значно більш рідкісний і охоплює всього близько 30 000 носіїв.

### Прізвища на -ец, -інец, -овец
Прізвища зі зменшувальним суфіксом -ец зустрічаються рідко. Приклади: Ярец, Малец, Базилец, Карпец, Іванец, Степанец "Фастовец" . Часто вони утворюються від назв будь-яких населених пунктів: Павловец (← Павлово), Міхновец (← Міхново), Борисовец (← Борисов), Брагінец (← Брагін), Биховец (← Бихов) тощо. Суфікс -ец має такий же характер в українській антропонімії.

### Прізвища на -еня/-єня
Прізвища на -еня/-єня властиві тільки білорусам (хоча цей суфікс зустрічається в Україні, але типовий він саме для білоруських прізвищ). Прізвища цього типу не часті, хоча в центрі свого поширення (південний захід Мінської області) охоплюють до 10 % жителів. Цікаво, що на північ і схід від свого ареалу прізвища на -еня/-єня не поширювалися, але на півночі Берестейської області і в Гродненській області ці прізвища відзначаються поодинокими випадками. Всього в Білорусі 381 прізвище цього типу із загальним числом носіїв 68 984 осіб.
Зустрічаються випадки трансформації прізвищ на -еня, з заміною суфікса -еня на -енко: Денісеня — Денисенко, Максіменя — Максименко тощо.
Найпоширеніші прізвища на -еня/-єня: Горощеня, Протасеня, Руденя, Кравченя, Серченя, Кондратеня, Ясюченя, Сергієня, Міхаленя, Стрельченя, Сущеня, Герасіменя, Києня, Дещеня, Прокопеня, Щербаченя, Коваленя, Варвашеня, Філіпеня, Юреня, Ярошеня, Ніколаєня, Кругленя, Арцименя, Амельченя, Ханеня.

### Прізвища на -енко/-єнко
Прізвища на -енко/-єнко (біл. -енка) справедливо вважаються українськими. Однак значне число білорусів — 10 %, носять такі прізвища (близько 1 000 000 осіб). У документах XVII—XVIII століть присутність цього типу прізвищ в Білорусі не відзначалася. Це свідчить про їх більш пізнє виникнення.
У Білорусі є відносно невелика територія (Мозирсько-Речицьке Полісся), де прізвища на -енко є домінуючими і охоплюють від 40 % до 50 % населення. Ця територія лежить за межами ареалу розповсюдження прізвищ на -ов/-ев, і виняткове становище тут прізвищ на -енко є безсумнівним наслідком культурного впливу сусідньої України.
Майже всі найбільш часто вживані білоруські прізвища на -енко навіть в русифікованому записі не відрізняються від українських: Кравченко, Коваленко, Бондаренко, Марченко, Сидоренко, Савченко, Стельмашенко, Шевченко, Борисенко, Макаренко, Гавриленко, Юрченко, Тимошенко, Романенко, Василенко, Прокопенко, Науменко, Кондратенко, Тарасенко, Моїсеєнко, Єрмоленко, Захаренко, Ігнатенко, Нікітенко, Карпенко, Терещенко, Максименко, Алексєєнко, Потапенко, Денисенко, Грищенко, Власенко, Астапенко (в Україні — Остапенко), Руденко, Антоненко, Даниленко, Ткаченко, Прохоренко, Давиденко, Степаненко, Назаренко, Герасименко, Федоренко, Нестеренко, Осипенко, Клименко, Пархоменко, Кузьменко, Петренко, Мартиненко, Радченко, Авраменко, Лещенко, Павлюченко, Лисенко, Кухаренко, Демиденко, Артеменко, Ісаченко, Єфименко, Костюченко, Ніколаєнко, Афанасенко, Павленко, Аніщенко (в Україні — Онищенко), Малашенко, Леоненко, Хомченко, Пилипенко, Левченко, Матвієнко, Сергієнко, Міщенко, Філіпенко (в Україні — Пилипенко), Гончаренко, Євсеєнко, Свириденко (білоруське прізвище), Семченко, Іваненко, Янченко (теж білоруське), Лазаренко, Гапоненко, Тищенко, Лук'яненко, Солдатенко, Яковенко, Казаченко (в Україні — Козаченко), Кириленко, Ларченко, Ященко, Антипенко, Ісаєнко, Дорошенко, Федосенко, Якименко, Мельниченко, Атрощенко, Демченко, Савенко, Москаленко, Азаренко.
Як видно зі списку, основами для переважної маси прізвищ на -енко, послужили хрестильні імена й прізвиська від професій.

### Прізвища на -ко
Такі прізвища зустрічаються всюди в Білорусі, з найбільшою концентрацією в Гродненській області. Загальна кількість носіїв прізвищ цього типу близько 800 000 осіб. За суттю, суфікс -ко — це полонізований варіант давньоруського загальнопоширеного зменшувального суфікса -ка. Цей суфікс може додаватися фактично до будь-якої основи, імені [ Василь — Василько (біл. Васілька) ], особливості людини (Глухий — Глушко), професії (Коваль — Ковалько), назви тварин і предметів (вовк — Волчко/Вовчко, діжа — Дежко), від прикметника «зелений» — Зеленко (біл. Зеленка), від дієслова «приходити» — Приходько (біл. Прыходзька) і т. д..
Найпоширеніші прізвища на -ко: Мурашко, Бойко, Громико, Приходько, Мелешко, Лойко, Сенько, Сушко, Величко, Володько, Дудко, Семашко, Дайнеко, Цвірко, Терешко, Савко, Манько, Ломако, Шишко, Будько, Санько, Сороко, Бобко, Бутько, Ладутько, Горошко, Зеленко, Белько, Зенько, Рудько, Головко, Божко, Цалко, Можейко, Лапко, Івашко, Наливайко, Сечко, Хімко, Шарко, Хотько, Змушко, Гридюшко, Гринько, Борейко, Попко, Дорошко, Астрейко, Скрипко, Алешко, Зайко, Воронько, Ситько, Буйко, Детко, Ромашко, Чайко, Цибулько, Редько, Васько, Сасько, Шейко, Малявко, Гунько, Мінько, Шешко, Шибко, Зубко, Молочко, Бусько, Клочко, Кучко, Климко, Шимко, Рожко, Шевко, Лепешко, Занько, Жилко, Бурко, Шамко, Малишко, Куделко, Толочко, Галушко, Щурко, Черепко, Крутько, Снітко, Сливко, Булавко, Турко, Нарейко, Сірко, Юшко, Ширко, Орешко, Латушко, Чуйко, Гришко, Шкурко, Владико, Шибеко.
Деякі прізвища цього типу представляють окремі слова — Мурашко (від «мураха»), Цвірко (від «цвіркун»), Сороко (від «сорока») і т. д..
Частина прізвищ, що закінчуються на -ейко (лит. -eika) є литовськими за походженням: Можейко (лит. Mažeika ← mãžas «малий, маленький»), Нарейко (лит. Nareikà ← norėti, nóras «хотіти, бажати»), Борейко (лит. Bareikà ← barejas «дорікати, лаяти») і т. д..
Суфікс -ко — знаходиться під наголосом у складних прізвищах; в інших випадках він ненаголошений і в білоруській орфографії пишеться тоді як -ка. Багато прізвищ на -ко в росифікованому записі неможливо відрізнити від українських прізвищ з таким же самим суфіксом.

### Прізвища на -ук/-юк, -чук
Найбільше вплинув західно-український (волинський) прізвищний суфікс. У Білорусі він охоплює близько 600 000 осіб. У західній частині Берестейської області прізвища на -ук/-юк, -чук є домінуючими, і ця територія безсумнівно є органічним продовженням українського (волинського) ареалу.Також, наприклад, в центрально-південній частині Гродненської області - Петрук (на -ук) та ін..
Крім того, -укас/-юкас (лит. -ùkas) — найпродуктивніший зменшувальний суфікс у литовській мові, контакти з яким привели до появи в білоруському фонді широкого переліку зменшувальних особистих імен на -ук/-юк. Приклади: Янук (Ян), Костюк (Костянтин), Петрук (Петро), Павлюк (Павло), Ясюк (Яків), Стасюк (Станіслав), Мацук (Матвій), Васюк (Василь), Мисюк (Михайло), Радюк (Родіон), Масюк (Матвій), Іллюк (Ілля), Валюк (Валентин), Сацуки (Ісаак), Пасюк (Павло), Пацук (Іпатій), Пашук (Павло), Авсюк (Овсій), Матюк (Матвій), Балтрук (Бартоломій), Арцук (Артемій), Валентюк (Валентин). Порівняно Янук і лит. Jonùkas, Петрук і лит. Petrùkas, Балтрук і лит. Baltrùkas. Ці зменшувальні імена щосили використовуються як самостійні прізвища, і саме такі прізвища переважно представлені за межами південного заходу Берестейської області. Їх відмітною ознакою є можливість подальшого оформлення суфіксом -ович/-вич: Янукович/Янукевич, Стасюкевич, Сацукевич, Арцукевич тощо.
Деякі прізвища на -ук/-юк походять безпосередньо з литовської мови, наприклад: Бернюк (лит. berniukas «хлопець»), Пірштук (лит. pirštas «перст, палець»), Гірдюк (лит. girdi «чути»).
Всього в Білорусі відзначено 3406 прізвищ цього типу. Найпоширеніші прізвища на -ук/-юк, -чук: Петрук, Ковальчук, Пінчук, Гайдук, Полещук, (Шевчук),Романюк, Савчук, Костюк, Кравчук, Косенчук, Радюк, Радчук, Романчук, Панасюк, Семенюк, Марчук, Тарасюк, Ткачук, Левчук, Кондратюк, Карпук, Грицук, Бондарчук, Кучук, Дмитрук, Семенчук, Литвинчук, Данилюк, Севрук, Василюк, Демчук, Масюк, Борисюк, Лашук, Близнюк, Поліщук, Климук, Гончарук, Гаврилюк, Денисюк, Мельничук, Степанюк, Михальчук, Мартинюк, Матюк, Абрамчук, Іванюк, Гринюк, Сидорчук, Васюк, Яцук, Нестерук, Стасюк, Федорук, Ігнатюк, Мисюк, Макарчук, Ярошук, Михнюк, Борсук, Захарчук, Антонюк, Кухарчук, Сахарчук, Климчук, Прокопчук, Бірюк, Пасюк, Янчук, Герасимчук, Грищук, Павлюк, Назарчук, Кирилюк, Боярчук, Камлюк, Михадюк, Сидорук, Борсук, Баранчук, Сачук, Дашук, Андреюк, Пашук, Михалюк, Тихончук, Кохнюк, Валюк, Пилипчук, Ничипорук, Никитюк, Остапчук, Лозюк, Сердюк, Конончук, Корнійчук, Адамчук, Майсюк, Волосюк, Сенчук, Власюк, Онищук.

### Прізвища на -ик, -чик
Суфікс -чик взаємно заміняємий з суфіксом -чук. Багато прізвища існують у паралельних формах: Купчук-Купчик, Матвейчук — Матвейчик, Адамчук — Адамчик тощо. Цим суфіксом широко користується тільки білоруська і польська антропонімічна традиція, тому прізвища на -чик, виглядають більш білоруськими, ніж прізвища на -чук. Однак прізвища на -ик продуктивні також серед українців. Прізвищами з закінченнями на -ик, -чик, у Білорусі користується близько 540 000 осіб.
Найчастіші прізвища на -ик, -чик: Купчик, Курашик, Новик, Дубовик, Кулик, Боровик, Прокопчик, Гончарик, Іванейчик, Мирончик, Шевчик, Бобрик, Влащик, Каленик, Чижик, Толстик, Веремейчик, Царик, Круглик, Герасимчик, Наумчик, Мазаник, Филипчик, Горелик, Кухарчик, Мандрик, Сергейчик, Делендик, Юрчик, Леончик, Сілівончик, Нехайчик, Савчик, Данильчик, Альховик, Алексейчик, Лущик, Гордейчик, Єфімчик, Цедрик, Романчик, Гаврильчик, Вергейчик, Курильчик, Овсяник, Демидчик, Харитончик, Войтик, Бондарик, Агейчик, Долбик, Пищик, Прохорчик, Лук'янчик, Лосик, Лукашик, Ліфлядчик, Кирильчик, Ємельянчик, Абрамчик, Купрейчик, Пивоварчик, Осіпчик, Максимчик, Макейчик, Бондарчик, Борисик, Аврамчик, Марчик, Сімончик, Бібик, Козик, Астапчик, Ахремчик, Сахончик, Корнейчик, Голик, Ольховик, Писарик, Лазарчик, Іванчик, Булойчик, Аврамчик, Андрейчик, Антончик, Якубчик, Самуйлик, Рослик, Філончик, Якимчик, Артемчик, Дубик, Тарасик, Денищик, Кирик, Селивончик, Вакульчик, Левчик, Баранчик, Матвейчик, Сидорик, Чепик, Андрончик, Купріянчик. Курашик.

### Прізвища на -йонок/-ьонок/-онок
Дана форма прізвищ поширена не тільки серед білорусів, а й серед росіян. Була характерна і для українського Полісся.
Найчастіші прізвища на -йонок/-ьонок/-онок: Ковальонок, Борисьонок, Савенок/Савьонок, Казачьонок, Клименок/Клімьонок, Клещьонок, Руденок/Рудьонок, Лаптьонок, Кузьмьонок, Лобанок, Корольонок, Васільонок, Асташонок, Асташьонок, Гольонок, Лучьонок, Герасімьонок, Зуйонок, Міхальонок, Кухаронок/Кухарьонок (росифікований — Кухаронок), Кручьонок, Курільонок, Павльонок, Кравчьонок, Гончарьонок, Фомьонок, Хомьонок, Зубчьонок, Храмьонок, Заборонок, Стрельчьонок, Терешонок. Зокрема, такі прізвища як Климьонок, Терешонок, Міхальонок, Герасімьонок, Гольонок, Казачьонок, Асташьонок серед російських зустрічаються також часто, як і серед білорусів, що зумовлено історичними процесами захоплення білоруських теренів (див. «Етнічна територія білорусів»), міграцією, примусовим переселенням у Російській імперії тощо.

### Прізвища на -ок
Ще один характерний тип прізвищ, трапляється як серед білорусів, так і серед українців, і зрідка у москвинів. Найчастіші прізвища на -ок: Волчок/Вовчок, Попок, Божок, Шашок, Циганок, Зубок, Жолток, Бабок/Бобок, Титок, Петушок, Снопок, Турок, Жданок, Шрубок, Пожиток.

### Прізвища на -ський/-цький
Цей тип прізвищ охоплює до 10 % білорусів і поширений на всій території країни, з найбільшою концентрацією в Гродненській області (до 25 %) з поступовим спаданням кількості на схід. Але в мінімальній кількості 5-7 % жителів, такі прізвища представлені в Білорусі в будь-якому населеному пункті.
Прізвища цього типу є споконвічними для великого культурного ареалу, вони типові для білоруської, української та польської мов. Суфікс -ськ (-ський/-цький) є загальнослов'янським за походженням.
Однак такі прізвища спочатку були у польської аристократії, і утворювалися як правило від назви маєтків. Таке походження надавало прізвищам соціальну престижність, внаслідок чого цей суфікс поширився в інших соціальних прошарках, утвердившись переважно як польський суфікс. Врешті спочатку в Польщі, потім в Україні, в Білорусі й Литві, що входили до складу Речі Посполитої, суфікс -ський/-цький поширювався також у нижчих соціальних шарах і різних етнічних групах. Престиж прізвищ на -ський/-цький, які вважалися польськими і шляхетними, був настільки високий, що цей словотвірний тип поширився і на патронімічні прізвища. Наприклад, хтось як Мілко ставав Мілковським, Кернога — Керножицьким, а Скорубо — Скорубським. У Білорусі і в Україні у магнатів Вишневецьких, Потоцьких частину їх колишніх селян отримала прізвища своїх володарів — Вишневецький, Потоцький. Значна частина прізвищ на -ський/-цький в Білорусі не має топонімічної основи, цими суфіксами часто оформлялися пересічні селянські імена.
Однак помітно, що основи прізвищ на -ський/-цький інакші, ніж у прізвищ інших типів. Так з 100 найчастіших прізвищ на -ський/-цький хрестильні імена лежать в основі 13-ти; в основі 36-ти об'єкти флори і фауни; в основі 25-ти особливості рельєфу.
Найчастіші білоруські прізвища на -ський/-цький: Козловський, Савицький, Василевський, Барановський, Жуковський, Новицький, Соколовський, Ковалевський, Петровський, Чернявський, Романовський, Малиновський, Садовський, Павловський, Дубровський, Висоцький, Красовський, Бєльський, Лісовський, Кучинський, Шпаковський, Камінський, Янковський, Белявський, Соболевський, Лапицький, Русецький, Островський, Михайловський, Вишневський, Вербицький, Журавський, Якубовський, Шидловський, Врублевський, Завадський, Шумський (так у ВКЛ спотворилося прізвище бояр Шуйських), Сосновський, Орловський, Дубовський, Липський, Гурський, Калиновський, Смольський, Івановський, Пашковський, Масловський, Лазовський, Барковський, Дробишевський, Боровський, Метельський, Зарецький, Шиманський, Цибульський, Кривицький, Жилінський, Куницький, Вітковський, Липницький, Марковський, Чайковський, Бичковський, Селицький, Синявський, Глинський, Хмелевський, Рудковський, Маковський, Маєвський, Кузьмицький, Добровольський, Закревський, Лещинський, Левицький, Березовський, Осмоловський, Куликовський, Єзерський, Зубрицький, Горбачевський, Бабицький, Шпилевський, Яблонський, Колосовський, Камаровський, Грибовський, Рутковський, Загорський, Хмельницький, Пекарський, Поплавський, Крупський (також у ВКЛ записали прізвище князів Курбських), Рудницький, Сікорський, Биковський, Шабловський, Альшевський, Полянський, Синицький.
Майже всі прізвища на -ський/-цький враховані в гербовниках Речі Посполитої. Історія багатьох сімей бере початок з глибокої давнини, наприклад Бельські ведуть рід від Гедиміна, а Глинські від Мамая тощо. Решта сімей хоч і менш знатні й стародавні, але теж залишили свій слід в історії. Наприклад, було п'ять шляхетських родин з прізвищем Козловський, різного походження з гербами «Ястребец», «Лис», Вежі, «Слєповрон» і «Підкова». Практично те ж саме можна сказати про знатність прізвищ на -ович/-евич. Наприклад, відомі два дворянських роди Климовичів гербів «Ясеньчик» і «Костеша», і два роди Макаревичів гербів «Лис» і «Самсон». Однак ближче до початку XX століття прізвища великою мірою втратили своє станове значення.

## Прізвища балтійського походження
Серед прізвищ сучасного білоруського ареалу виділяється пласт балтизмів, який обумовлений глибокими й тривалими контактами білорусів з балтійськими народами, перш за все литовським. Балтійські за походженням прізвища від прізвиськ відзначені переважно на території балто-слов'янського прикордоння, проте фіксуються і далеко за цими межами, зокрема, в центральній та східній частинах Білорусі.
Приклади: Довнар (лит. Daũ-nor-as ← Daũg-nor-as), Довнарович, Ейсмонт (лит. Eĩs-mantas), Ейсмонтович, Нарбут (лит. Nár-butas), Нарбутович, Корбут (лит. Kãr-i-butas, Kõr-butas), Сурвило (лит. Sùrvilas, порівн. прусс. Sur-wille), Римша (лит. Rìmšas ← Rìm-vydas), Скірмонт і т. д. Прізвища від етнонімів: Латиш, Латишович, Латишкевич й ін..